# 松岡憲次
松岡 憲次（まつおか のりつぐ、1956年8月11日 - ）は、元アマチュア野球選手である。ポジションは投手。

## 来歴・人物
天理高等学校卒業後に関西六大学野球リーグに所属する立命館大学に入学。
立命館大学ではエースとして活躍。1978年の春季リーグでは6勝2敗の好成績で優勝に貢献し、ベストナインにも選ばれた。
大学卒業後の1979年に社会人野球のプリンスホテルに入団し、1984年まで現役としてプレー。
引退後は母校の立命館大学でコーチを務め、1995年に監督に就任。
約20年間に渡ってチームを率い、リーグ通算308勝、リーグ優勝12回（春秋）、全日本大学野球選手権大会出場8回、明治神宮野球大会出場2回の成績を残して2014年限りで退任した。
また、全日本大学野球連盟の副会長も務めた。